# André Brink
André Philippus Brink, född 29 maj 1935 i Vrede, Fristatsprovinsen (dåv. Oranjefristaten), död 6 februari 2015 på ett flygplan från Amsterdam till Sydafrika, var en sydafrikansk författare. Han arbetade även som professor i litteraturvetenskap vid University of Cape Town sedan 1990. Brink var bosatt i Kapstaden.

## Biografi
Brink, som skrev både på modersmålet afrikaans och på engelska, debuterade som författare 1958 och var en av de ledande gestalterna inom författargruppen Die Sestigers, den unga afrikaansspråkiga författargenerationen som uppstod på 1960-talet. Dessa författare var bland de första som använde de vita boernas språk, afrikaans, för att kritisera apartheidsystemet i Sydafrika.
Med romanerna Die Ambassadeur (1963), Kennis van die aand (1973) och 'n Oomblik in die wind (1976) skaffade han sig ett internationellt rykte, även om de två sistnämnda förbjöds i hemlandet. Brinks romaner reflekterar hans starka engagemang mot rasskillnadspolitiken under apartheid i Sydafrika. Förhållandet mellan raserna är tema också i senare romaner: 'n Droë wit seisonen (1979, filmatiserad 1989) Gerugte van reën (1978), Die muur van die pes (1984), States of Emergency (1988) och An Act of Terror (1991).
Brink försökte också komma underfund med boerbefolkningens historia. Det är särskilt tydligt i de historiska romaner han skrev, såsom Houd-den-Bek (1982) och On the Contrary (1993), Imaginings of Sand (1996) och Devil's Valley (1998). The Rights of Desire (2000) är en betraktelse över åldrande och kärlek, ensamhet, skuld och oskuld. The Other Side of Silence kom 2002. Han har även skrivit skådespel och essäer.
Brink fick CNA, ett sydafrikanskt litteraturpris, tre gånger och nominerats två gånger till Bookerpriset. Han har i Frankrike hedrats med Prix Médicis Etranger och i Italien med Premio Mondello. Hans böcker är översatta till ett flertal språk.